# Powitno
Powitno (ukr. Повітно) – wieś na Ukrainie w rejonie lwowskim (wcześniej w rejonie gródeckim) obwodu lwowskiego.
W II Rzeczypospolitej wieś w powiecie gródeckim województwa lwowskiego.
W latach 1943–1944 nacjonaliści ukraińscy z OUN-UPA zamordowali tutaj 30 Polaków.